# Tomasz Rokitnicki
Tomasz Rokitnicki herbu Prawdzic (ur. 1713 w Starorypinie, zm. 1783) – kasztelan rypiński w latach 1775–1782, chorąży dobrzyński w latach 1767–1775, stolnik dobrzyński w latach 1752–1767, łowczy dobrzyński w latach 1744–1752.
Był synem Andrzeja (1695-po 1747), cześnika różańskiego i Teresy z Sulińskich. Z pierwszego małżeństwa z nieznaną nam bliżej Ewą (zm. po 1737), miał córkę Mariannę (ur. 1737). Z drugiego małżeństwa z Kunegundą z Przeciszewskich miał synów: Józefa (zm. po 11 kwietnia 1794 roku), Michała Kazimierza i Stanisława.
Był deputatem ziemi dobrzyńskiej na Trybunał Główny Koronny w 1753 roku. W 1764 roku był elektorem Stanisława Augusta Poniatowskiego z ziemi dobrzyńskiej i posłem tej ziemi na sejm elekcyjny. Poseł ziemi dobrzyńskiej na Sejm Czaplica 1766 roku.